# Gärten von Eyrignac
Die Gärten von Eyrignac gehören zum Landsitz von Eyrignac, der im Kanton Salignac des französischen Périgord noir im Département Dordogne liegt.
Der weitläufige Garten um das von Antoine de Costes de la Calprenède 1653 erbaute Herrenhaus wurde ursprünglich von einem in Paris lebenden Nachfahren in der zweiten Hälfte des 18. Jahrhunderts dem Geschmack der Zeit entsprechend angelegt. Im 19. Jahrhundert mehrfach umgestaltet, weg vom formalen französischen Garten, ist das heutige, alten Handschriften und Darstellungen nachempfundene Aussehen dem Vater des jetzigen Besitzers, Gilles Sermadiras de Pouzols de Lile, zu verdanken. Die sich auf einem Hügel über 4 ha ausbreitende Gartenanlage wird ständig von mehreren Gärtnern betreut.
Das Bestreben war, bei der Neugestaltung Aspekte des geometrischen Gartens in die pittoreske Gartenanlage zu reintegrieren. Sie besteht aus immergrünen Pflanzen und ist abwechslungsreich gestaltet: Von beschnittenen Eiben gesäumte Fluchten; Kiefernsäume; Arabesken; Weißbuchen; Zypressenhaine; Buchsbäume. Der Formschnitt (Topiari) der Pflanzen und die zur Zier eingefügten Pavillons, Urnen, Wasserbecken und Springbrunnen sind wesentliche Elemente der Gartenkunst, die sich im 18. Jahrhundert in Frankreich herausgebildet hatte.

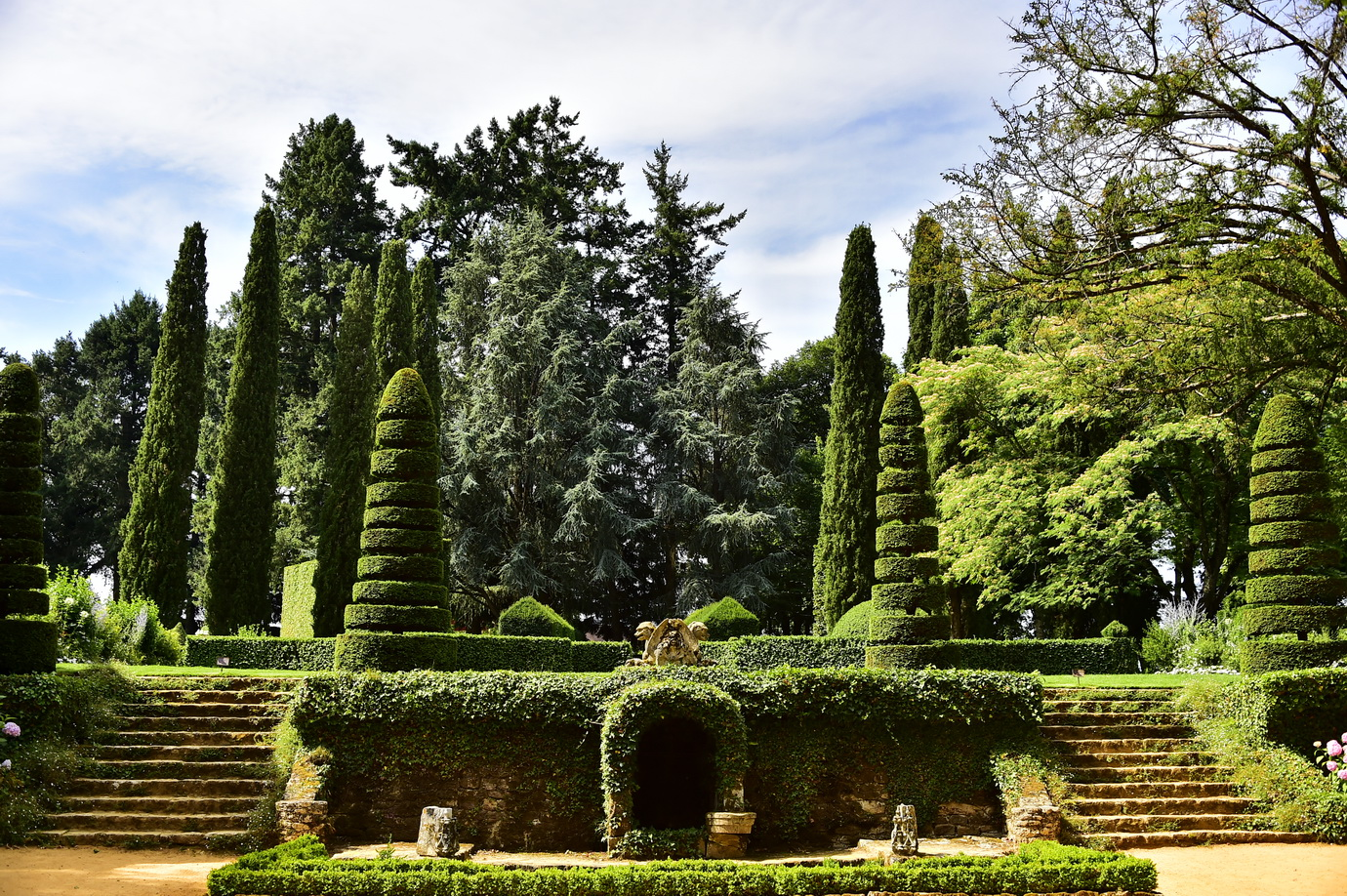
Garten vor dem Schloss
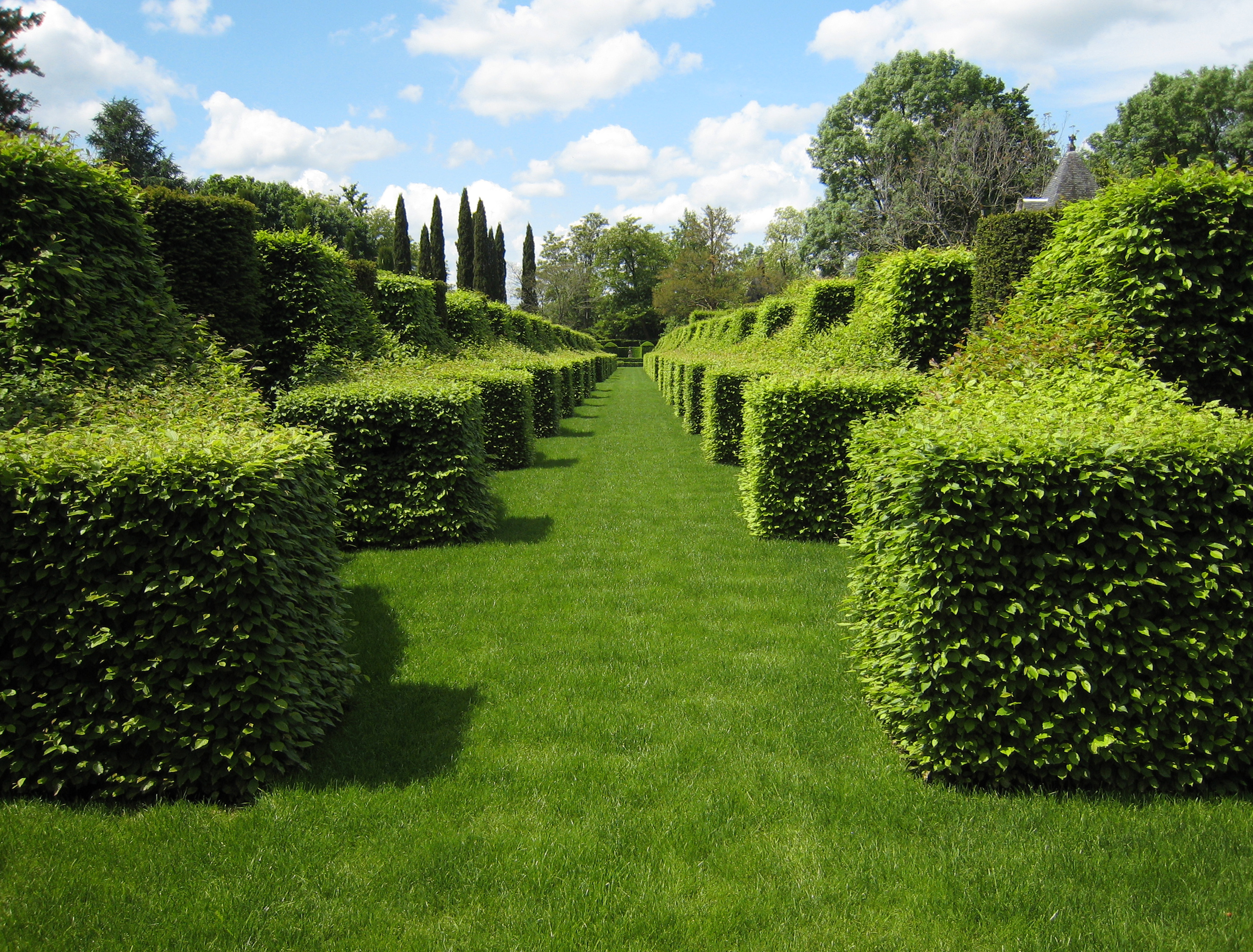
Weißbuchenallee
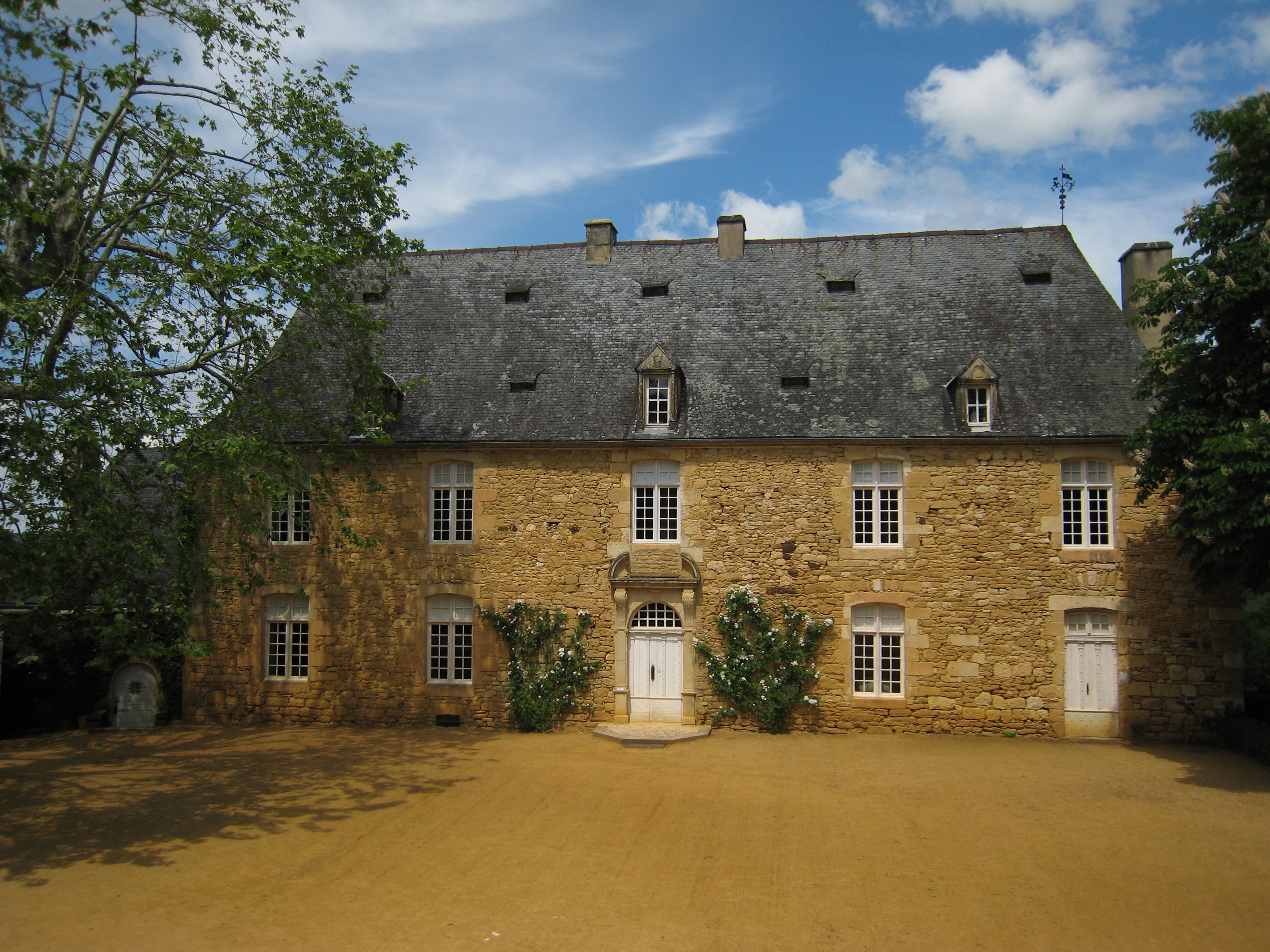
Herrenhaus
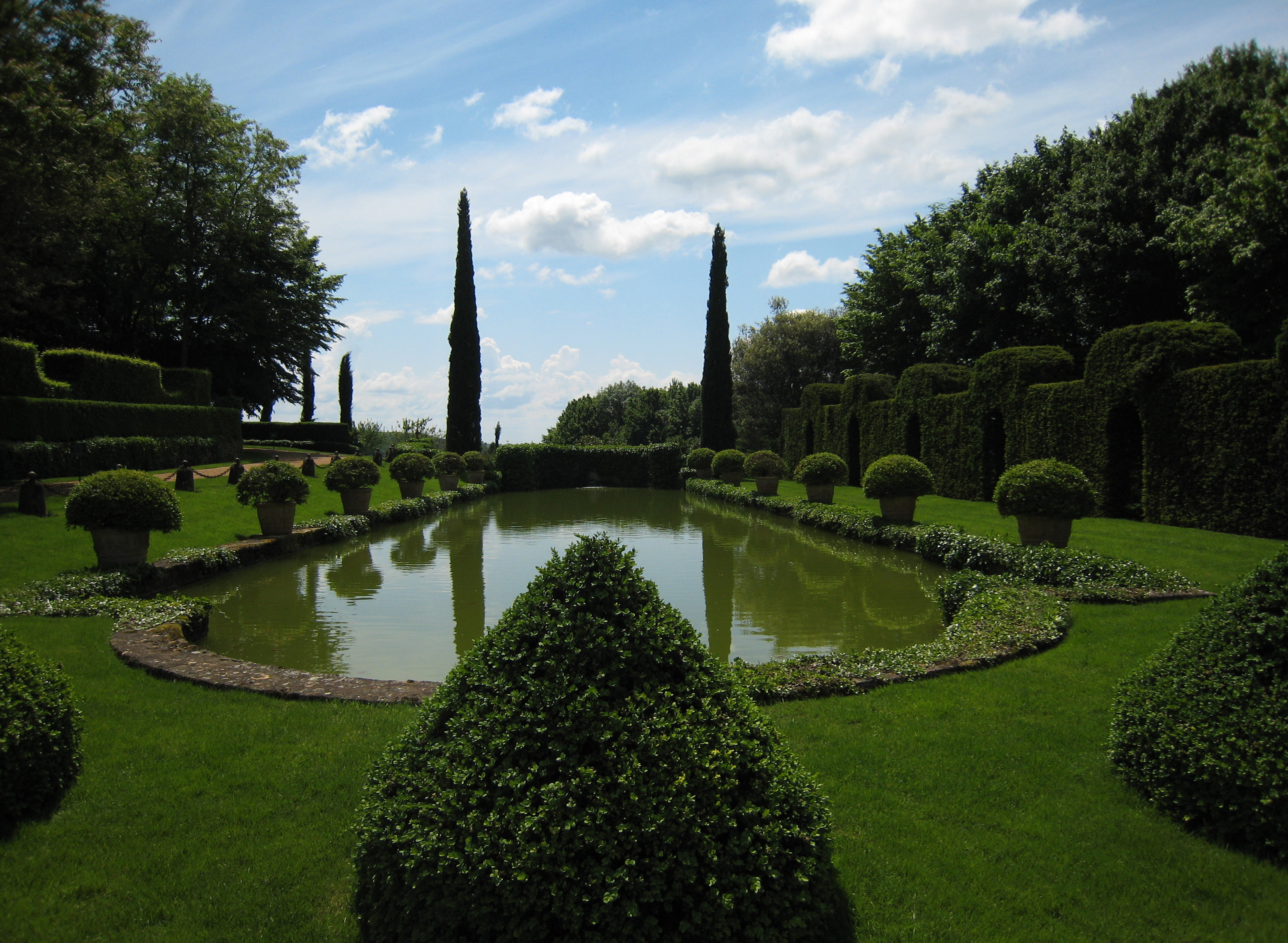
Teich und Hecke mit Skulpturennischen
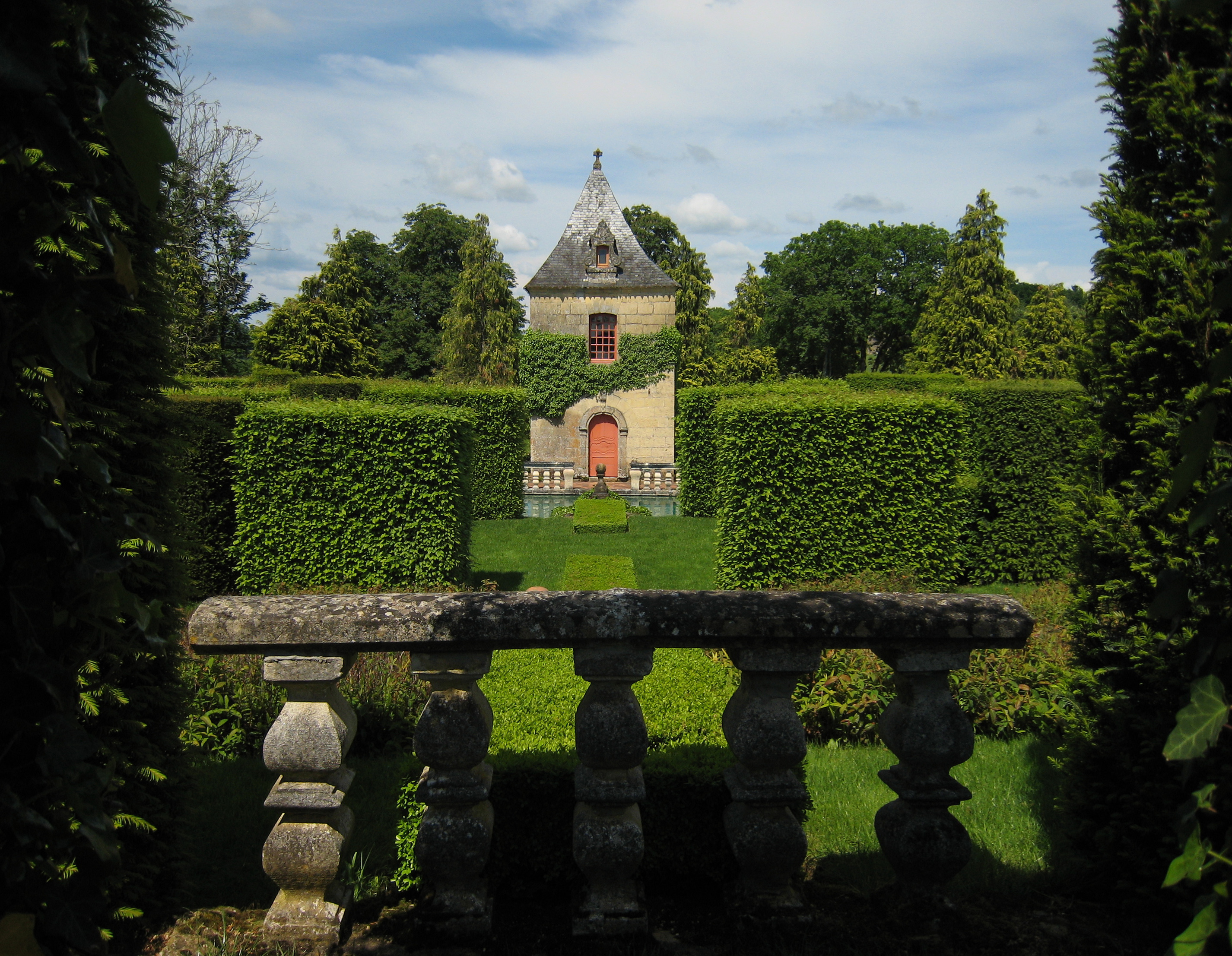
Kleines Gartenhaus
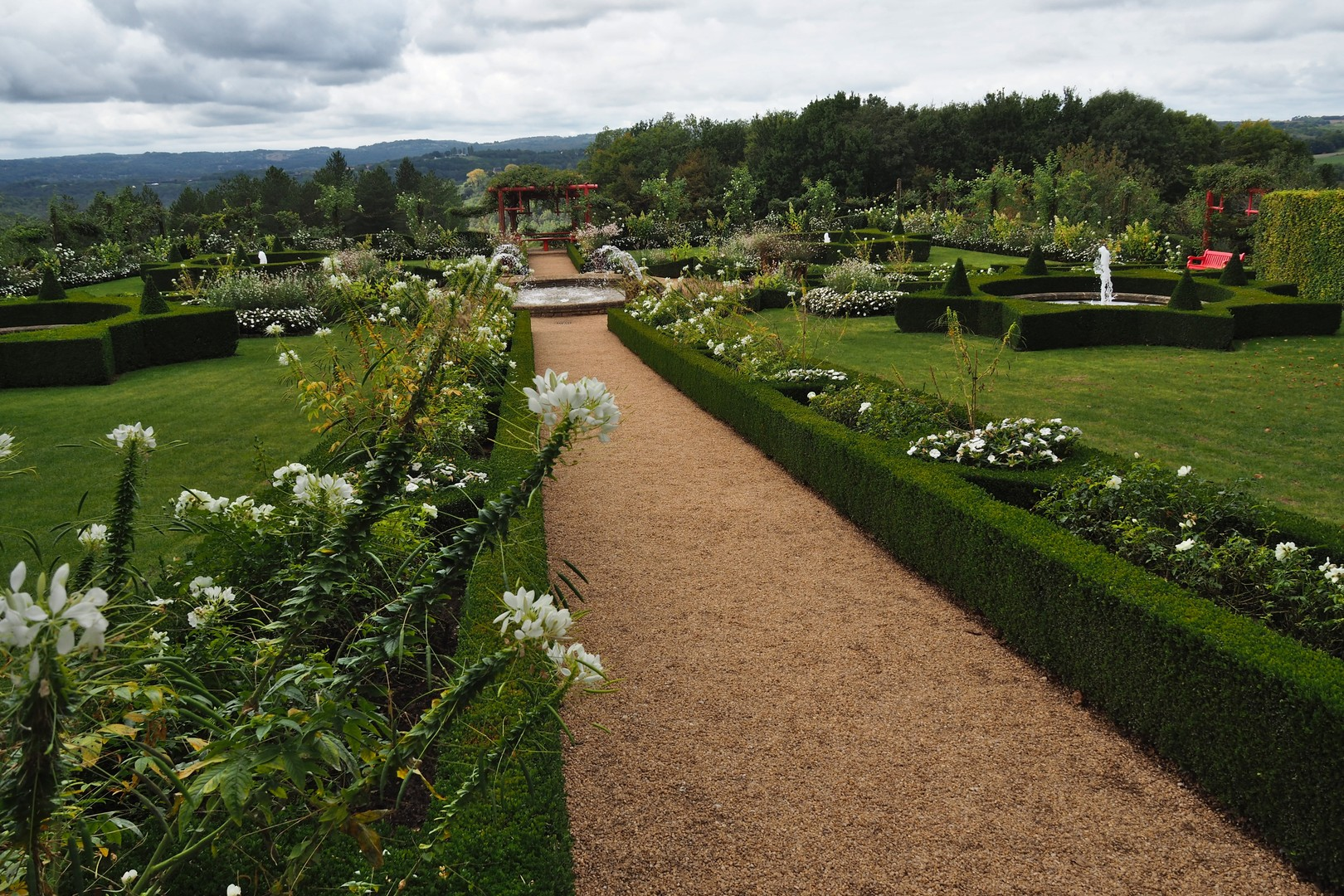
Garten im südlichen Teil der Anlage